# Toyota RAV4
Toyota RAV4 je kompaktni terenac kojeg od 1994. proizvodi japanski proizvođač Toyota.

## Generacije
Prva generacija prodavala se od 1994. do 2000. godine, a druga je predstavljena 2001. Druga generacija Toyote RAV4 dostupna je s dva benzinska i jednim dizelskim motorom. Ponuda benzinaca sastoji se od 1.8-litrenog snage 125 KS i 2-litrenog snage 150 KS dok ponudu dizelaša čini 2-litreni snage 116 KS. Za 2006. predstavljena je i treća generacija.
| RAV4.1       | RAV4.1         |
| ------------ | -------------- |
|              |                |
| Proizvodnja: | 1994 – 2000    |
| Dužina:      | 3.740-4.160 mm |
| Širina:      | 1.695 mm       |
| Visina:      | 1.646-1.661 mm |

| RAV4.2       | RAV4.2         |
| ------------ | -------------- |
|              |                |
| Proizvodnja: | 2000 – 2006    |
| Dužina:      | 4.193-4.230 mm |
| Širina:      | 1.735 mm       |
| Visina:      | 1.650-1.680 mm |

| RAV4.3       | RAV4.3         |
| ------------ | -------------- |
|              |                |
| Proizvodnja: | 2006 – danas   |
| Dužina:      | 4.395-4.600 mm |
| Širina:      | 1.815-1.854 mm |
| Visina:      | 1.685-1.745 mm |

## Vanjske poveznice
|  | Zajednički poslužitelj ima još gradiva o temi Toyota RAV4 |

- Toyota Hrvatska